# Cảnh Dương
Cảnh Dương là một xã thuộc tỉnh Quảng Trị, Việt Nam,nằm giáp biển.

## Địa lý
Xã Cảnh Dương nằm có vị trí địa lý như sau:
- Phía Bắc giáp xã Quảng Phú
- Phía Tây giáp xã Quảng Tùng
- Phía Nam giáp xã Quảng Hưng
- Phía Đông giáp Biển Đông

Xã Cảnh Dương có diện tích 1,56 km², dân số năm 2019 là 8.751 người, mật độ dân số đạt 5.610 người/km².

## Hành chính
Xã Cảnh Dương được chia làm 9 thôn: Cảnh Thượng, Đông Cảng, Đông Dương, Yên Hải, Đông Tỉnh, Liên Trung, Tân Cảnh, Thượng Gian, Trung Vũ.